# Нотр-Дам-дю-Туше
Нотр-Дам-дю-Туше́ (фр. Notre-Dame-du-Touchet) — колишній муніципалітет у Франції, у регіоні Нормандія, департамент Манш. Населення — 634 осіб (2011).
Муніципалітет був розташований на відстані близько 250 км на захід від Парижа, 80 км на південний захід від Кана, 60 км на південь від Сен-Ло.

## Історія
До 2015 року муніципалітет перебував у складі регіону Нижня Нормандія. Від 1 січня 2016 року належав до нового об'єднаного регіону Нормандія.
1 січня 2016 року Нотр-Дам-дю-Туше, Бйон, Мортен, Сен-Жан-дю-Корай i Вільш'ян було об'єднано в новий муніципалітет Мортен-Бокаж.

## Демографія
Динаміка населення (Insee ):
Розподіл населення за віком та статтю (2006):
| Стать | Всього | До 15 років | 15-24 | 25-44 | 45-64 | 65-85 | Понад 85 |
| --- | ------ | ----------- | ----- | ----- | ----- | ----- | -------- |
| Чоловіки | 316    | 28          | 32    | 68    | 88    | 92    | 8        |
| Жінки | 328    | 60          | 48    | 56    | 60    | 92    | 12       |
| \| Статево-вікова піраміда \| Статево-вікова піраміда \| Статево-вікова піраміда \| \| ----------------------- \| ----------------------- \| ----------------------- \| \| Чоловіки \| Вік \| Жінки \| \| 8 \| 85 + \| 12 \| \| 20 \| 80-84 \| 16 \| \| 16 \| 75-79 \| 8 \| \| 36 \| 70-74 \| 32 \| \| 20 \| 65-69 \| 36 \| \| 20 \| 60-64 \| 4 \| \| 24 \| 55-59 \| 28 \| \| 20 \| 50-54 \| 8 \| \| 24 \| 45-49 \| 20 \| \| 24 \| 40-44 \| 20 \| \| 0 \| 35-39 \| 12 \| \| 20 \| 30-34 \| 12 \| \| 24 \| 25-29 \| 12 \| \| 12 \| 20-24 \| 28 \| \| 20 \| 15-20 \| 20 \| \| 8 \| 10-14 \| 12 \| \| 12 \| 5-9 \| 24 \| \| 8 \| 0-4 \| 24 \| |        |             |       |       |       |       |          |
| Статево-вікова піраміда |        |             |       |       |       |       |          |
| Чоловіки | Вік    | Жінки       |       |       |       |       |          |
| 8 | 85 +   | 12          |       |       |       |       |          |
| 20 | 80-84  | 16          |       |       |       |       |          |
| 16 | 75-79  | 8           |       |       |       |       |          |
| 36 | 70-74  | 32          |       |       |       |       |          |
| 20 | 65-69  | 36          |       |       |       |       |          |
| 20 | 60-64  | 4           |       |       |       |       |          |
| 24 | 55-59  | 28          |       |       |       |       |          |
| 20 | 50-54  | 8           |       |       |       |       |          |
| 24 | 45-49  | 20          |       |       |       |       |          |
| 24 | 40-44  | 20          |       |       |       |       |          |
| 0 | 35-39  | 12          |       |       |       |       |          |
| 20 | 30-34  | 12          |       |       |       |       |          |
| 24 | 25-29  | 12          |       |       |       |       |          |
| 12 | 20-24  | 28          |       |       |       |       |          |
| 20 | 15-20  | 20          |       |       |       |       |          |
| 8 | 10-14  | 12          |       |       |       |       |          |
| 12 | 5-9    | 24          |       |       |       |       |          |
| 8 | 0-4    | 24          |       |       |       |       |          |

## Економіка
2010 року серед 370 осіб працездатного віку (15—64 років) 275 були активними, 95 — неактивними (показник активності 74,3%, у 1999 році було 70,0%). З 275 активних мешканців працювала 261 особа (146 чоловіків та 115 жінок), безробітними було 14 (3 чоловіки та 11 жінок). Серед 95 неактивних 20 осіб було учнями чи студентами, 55 — пенсіонерами, 20 були неактивними з інших причин.

У 2010 році в муніципалітеті числилось 281 оподатковане домогосподарство, у яких проживали 650,0 особи, медіана доходів виносила 16 685 євро на одного особоспоживача